# Stenelmis miyamotoi
Stenelmis miyamotoi là một loài bọ cánh cứng trong họ Elmidae. Loài này được Nomura & Nakane miêu tả khoa học năm 1958.